# مزار عيون موسى السياحي
مزار عيون موسى السياحي العسكري أو متحف النقطة الحصينة هو أحد المزارات السياحية العسكرية. يقع على بعد 20 كم من مدينة السويس شمال شرق مصر، على مقربة من موقع عيون موسى التاريخي الذي سمي المزار باسمه، وبالقرب من مدينة رأس سدر بمحافظة جنوب سيناء. يمثل المزار أحد مواقع الجيش الإسرائيلي الحصينة التي أقامها على طول خط قناة السويس أثناء احتلاله شبه جزيرة سيناء، والتي اقتحمتها القوات المصرية خلال حرب أكتوبر. من مقتنيات الموقع أول صورة بالقمر الصناعي لمنطقة خليج السويس أهدتها الولايات المتحدة لإسرائيل، ومدفع هاوتزر عيار 155 ملم (أطلق عليه أهالي السويس أبو جاموس بسبب صوته)، ومقتنيات للجنود الإسرائيليين الذين كانوا يتمركزون في الموقع.

## معرض صور

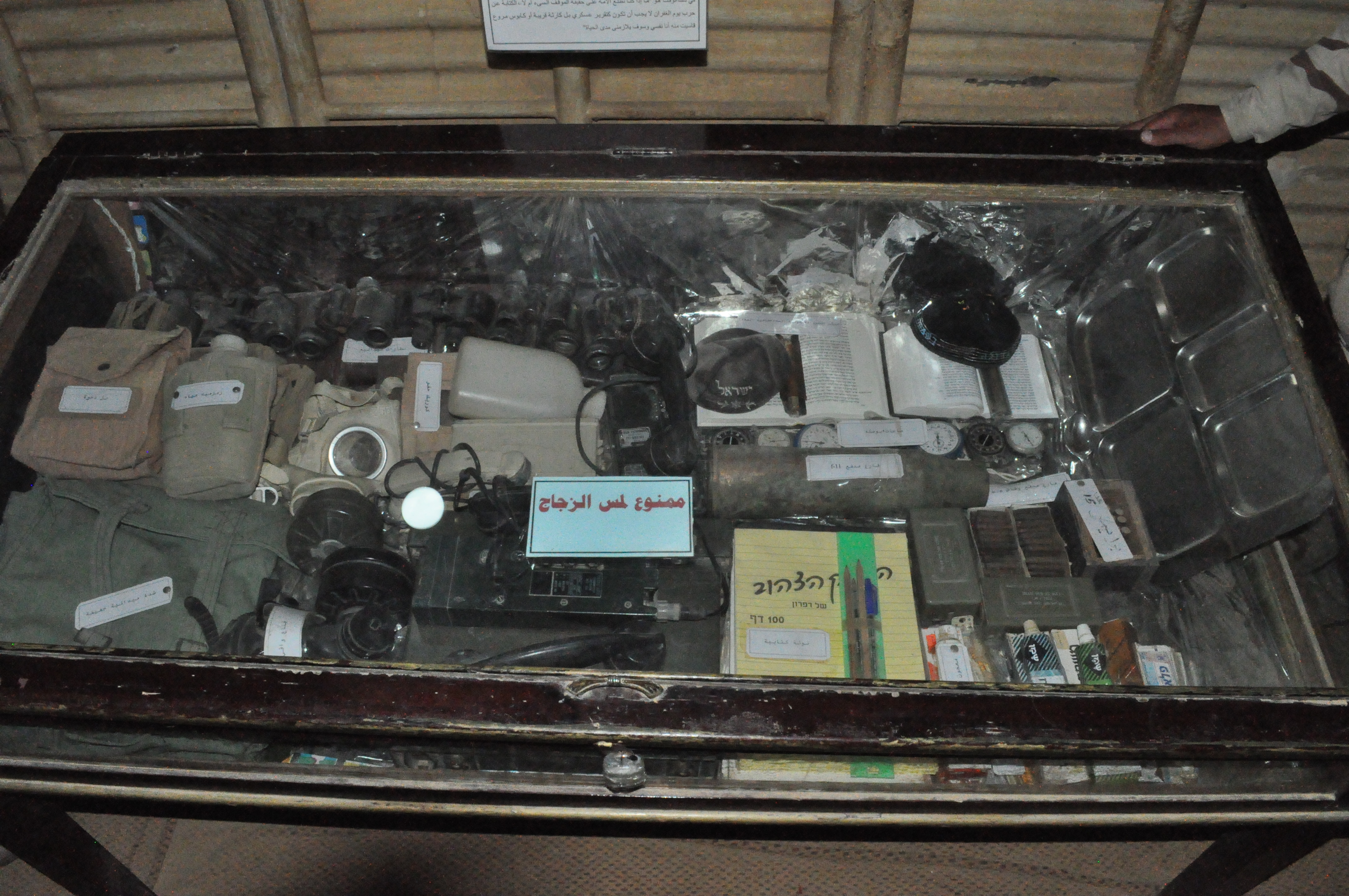
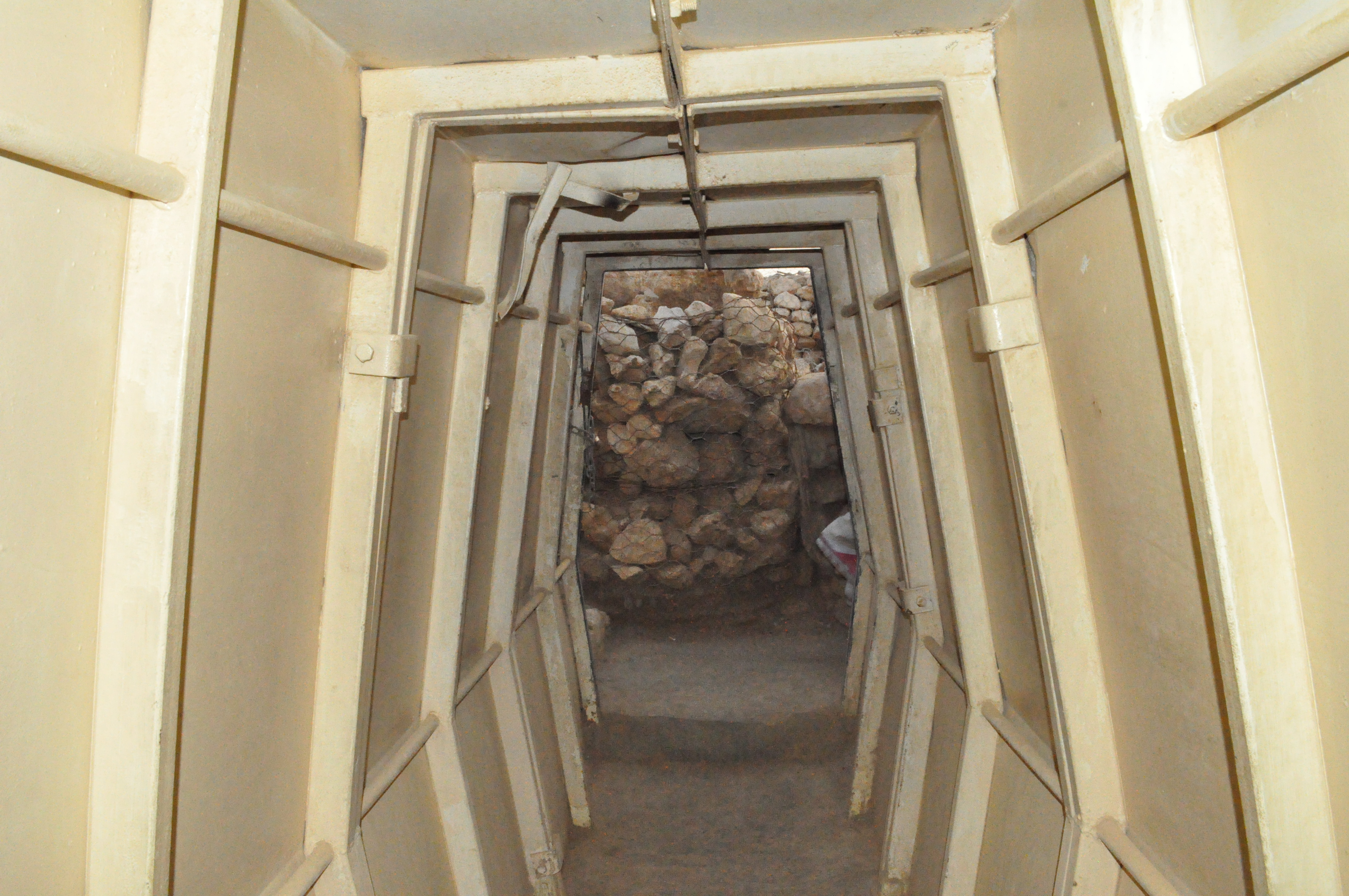
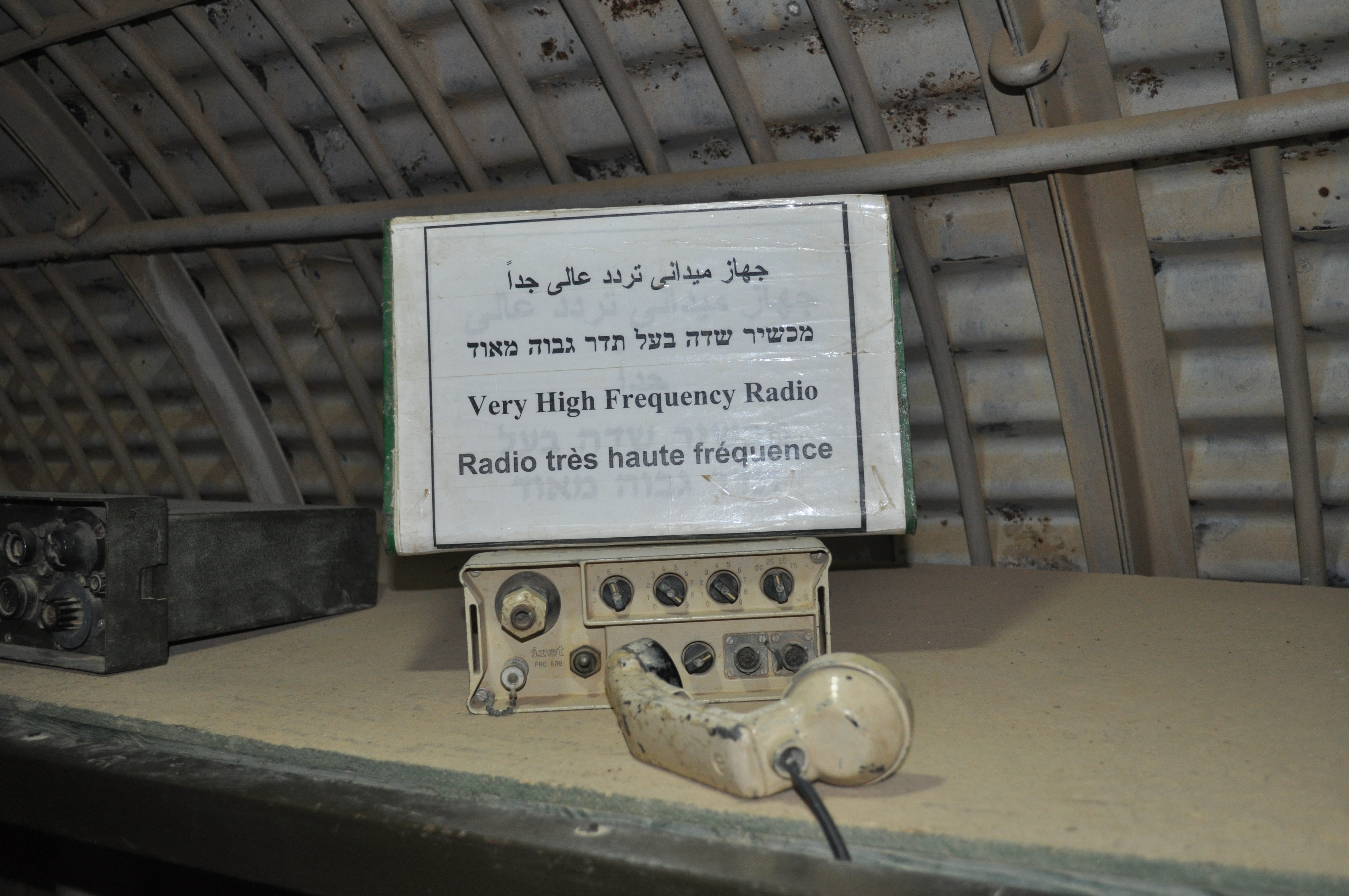
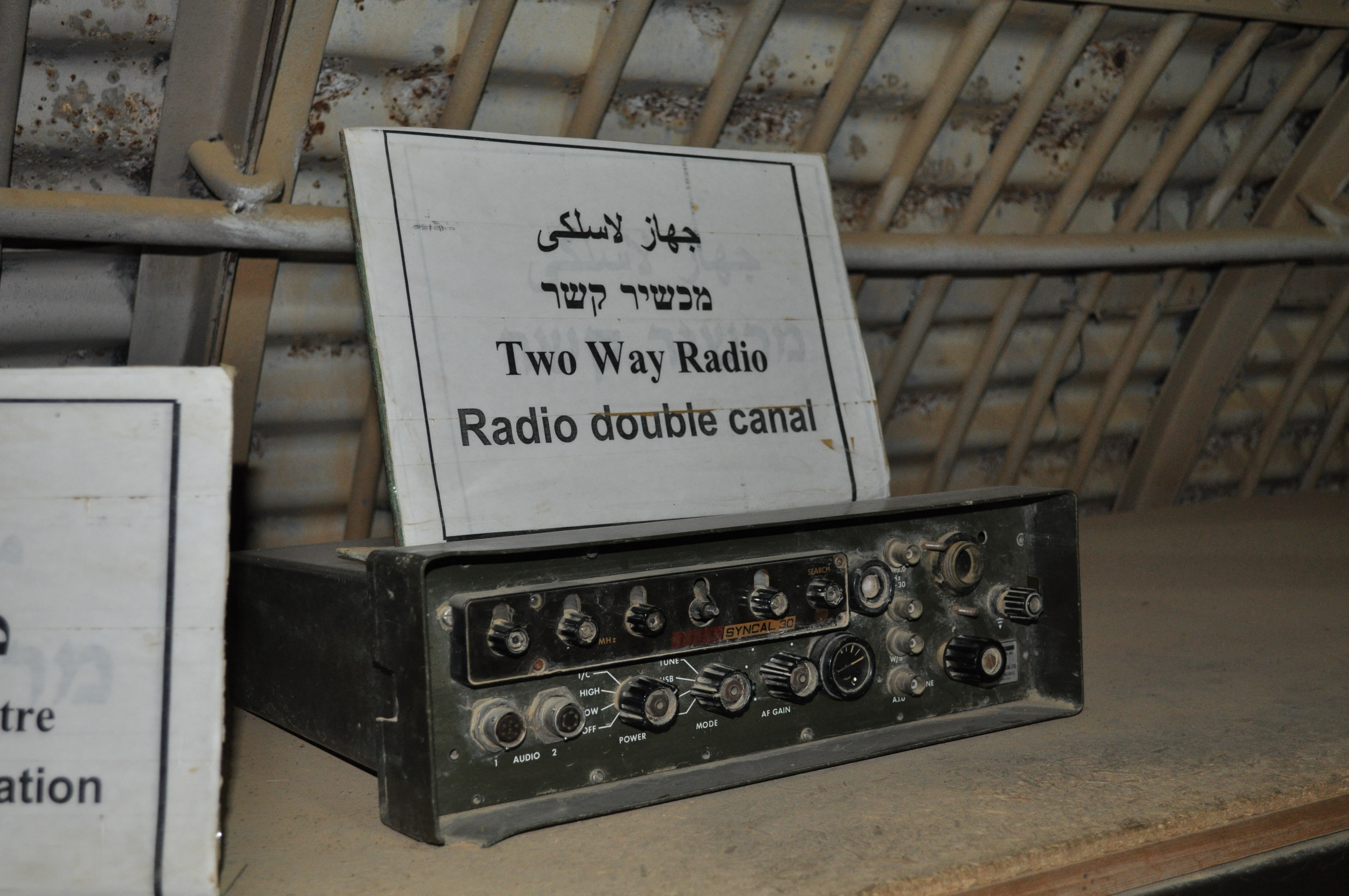
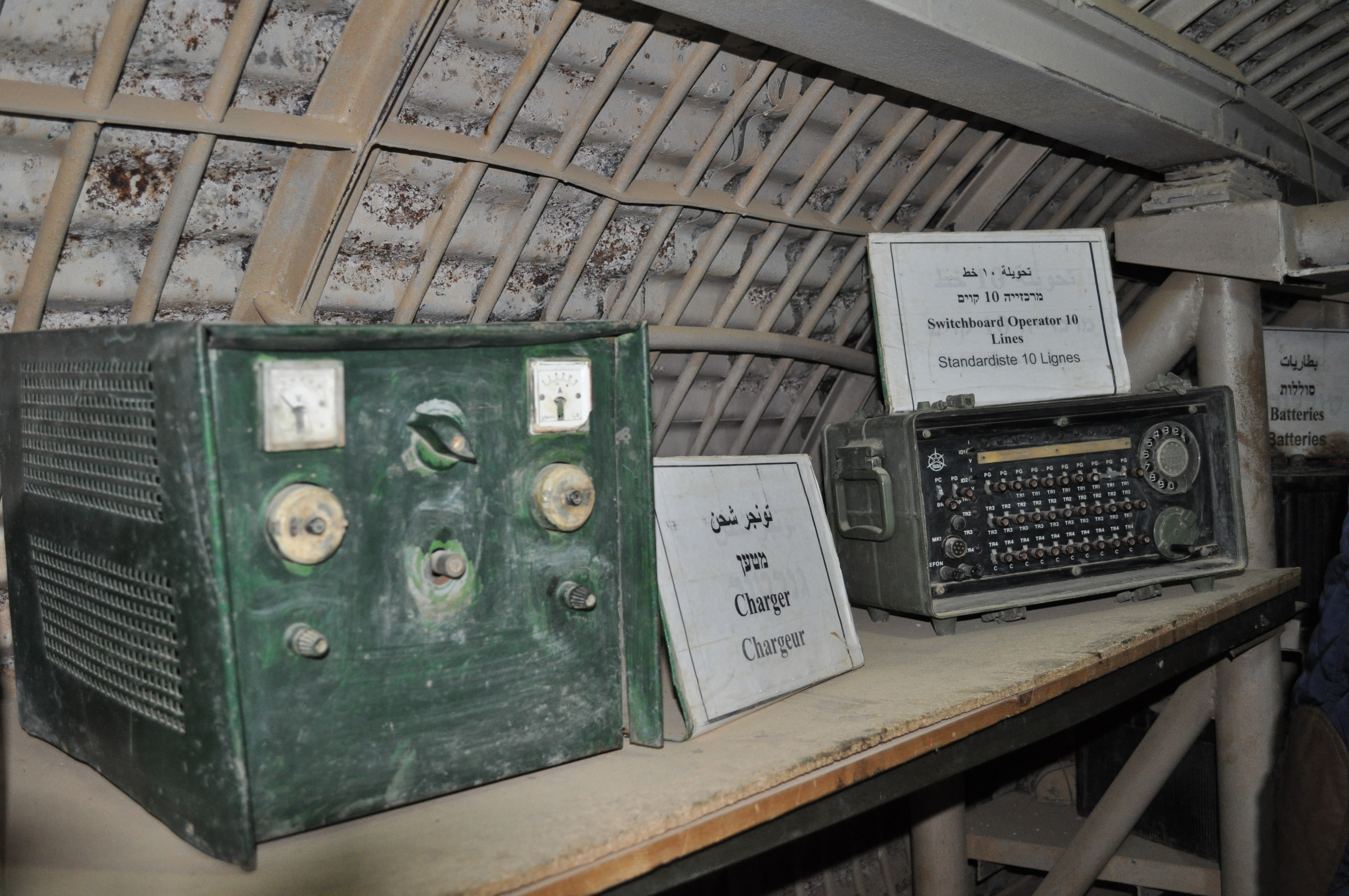
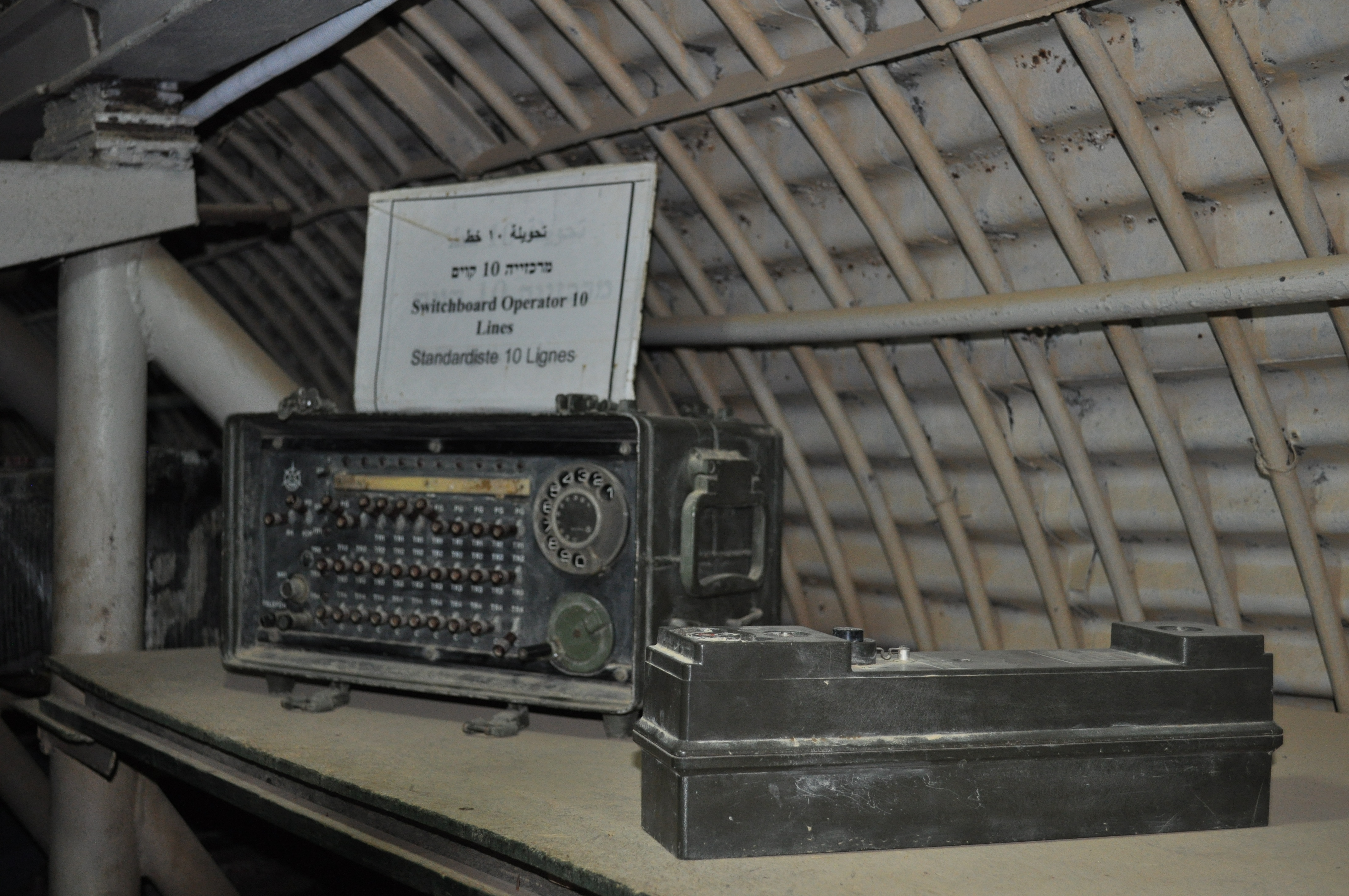
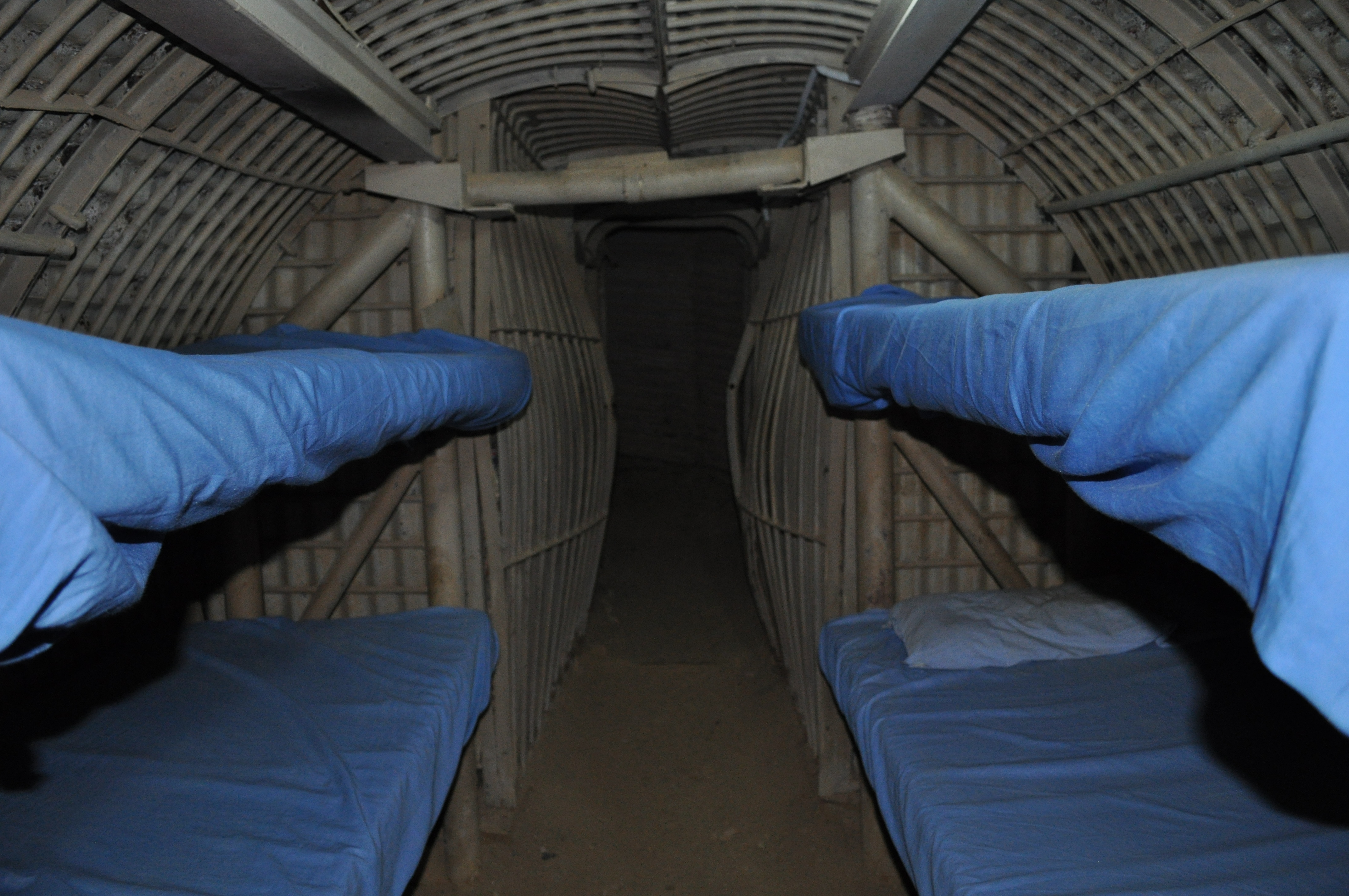
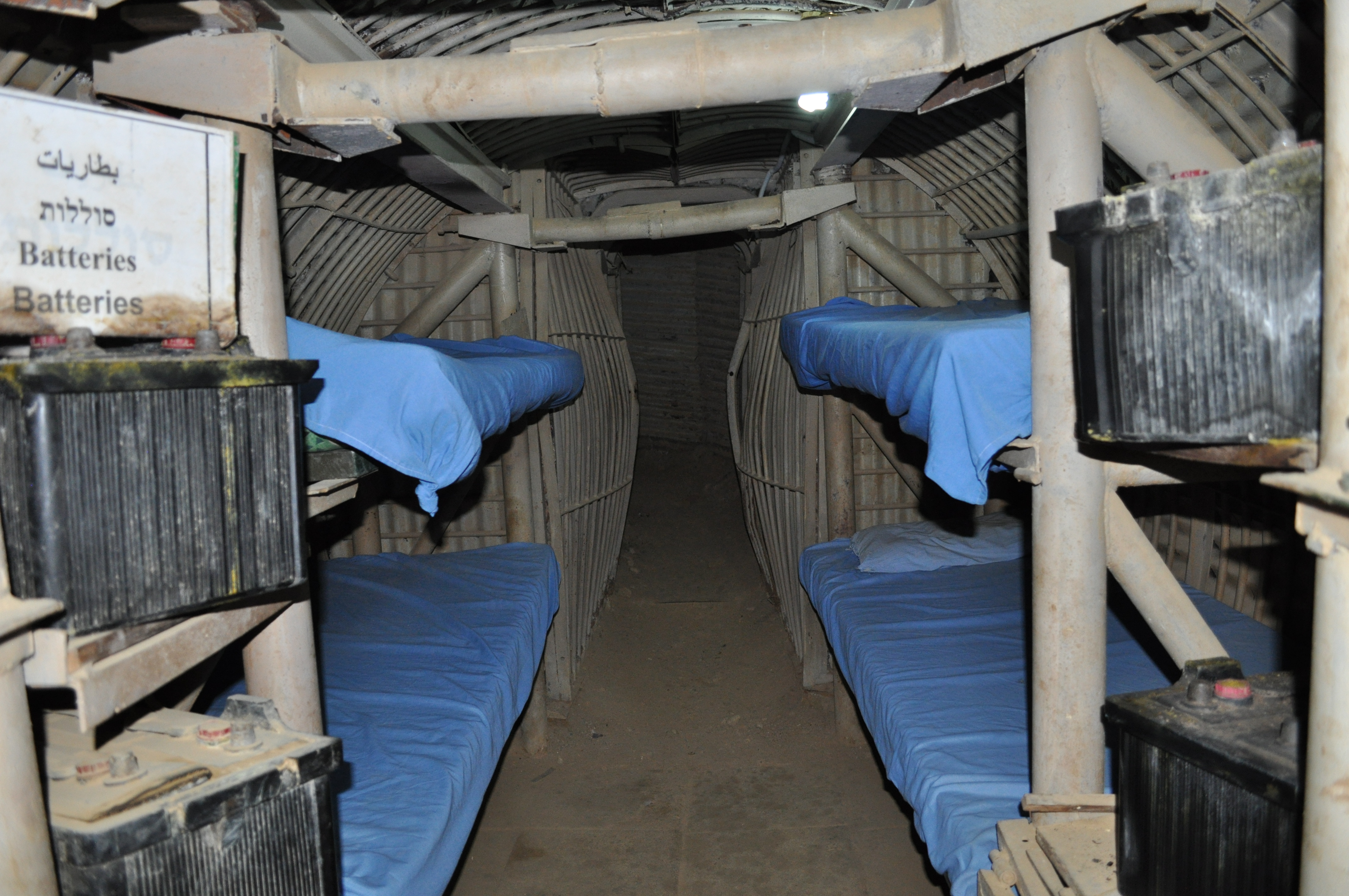
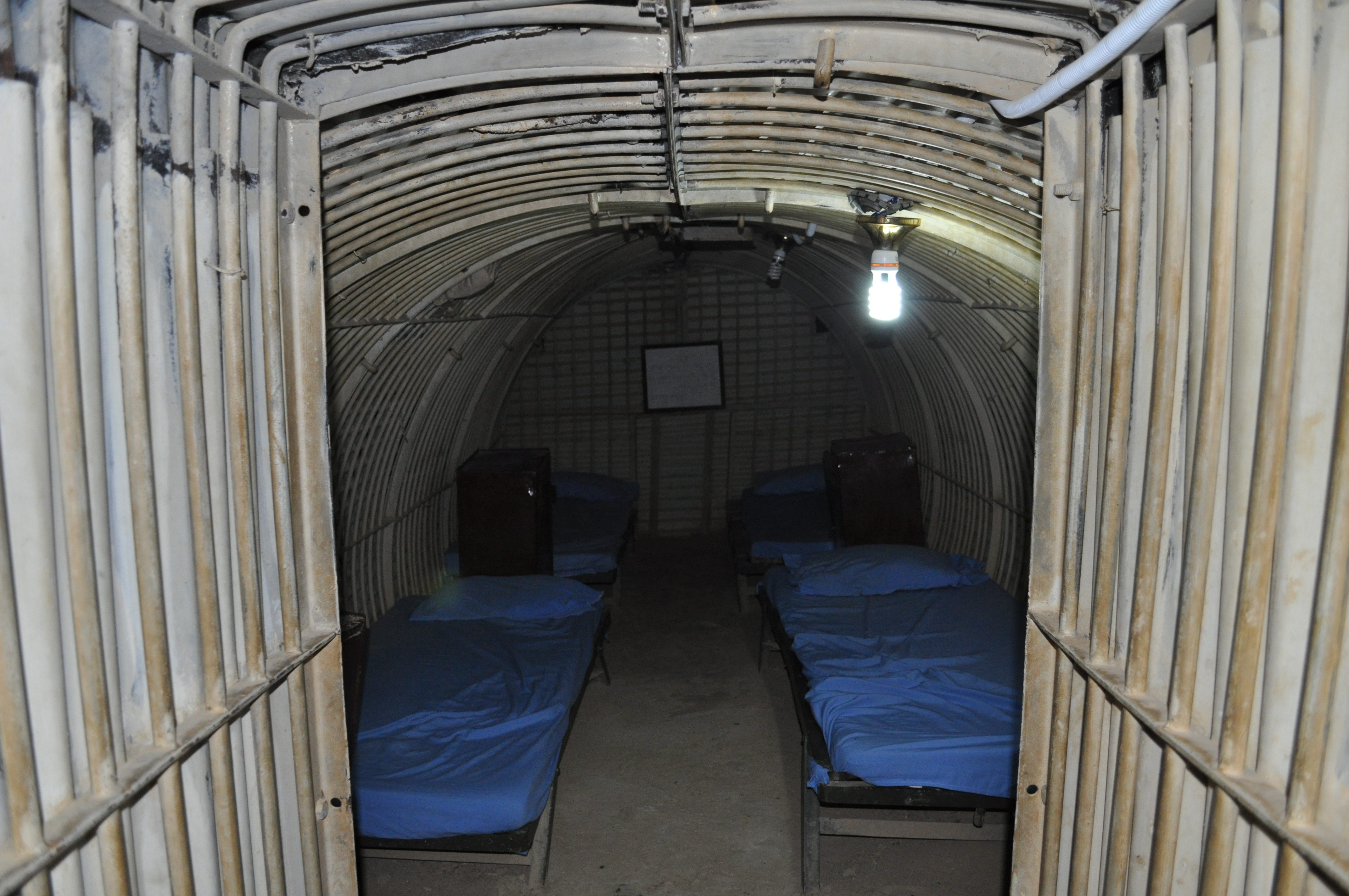
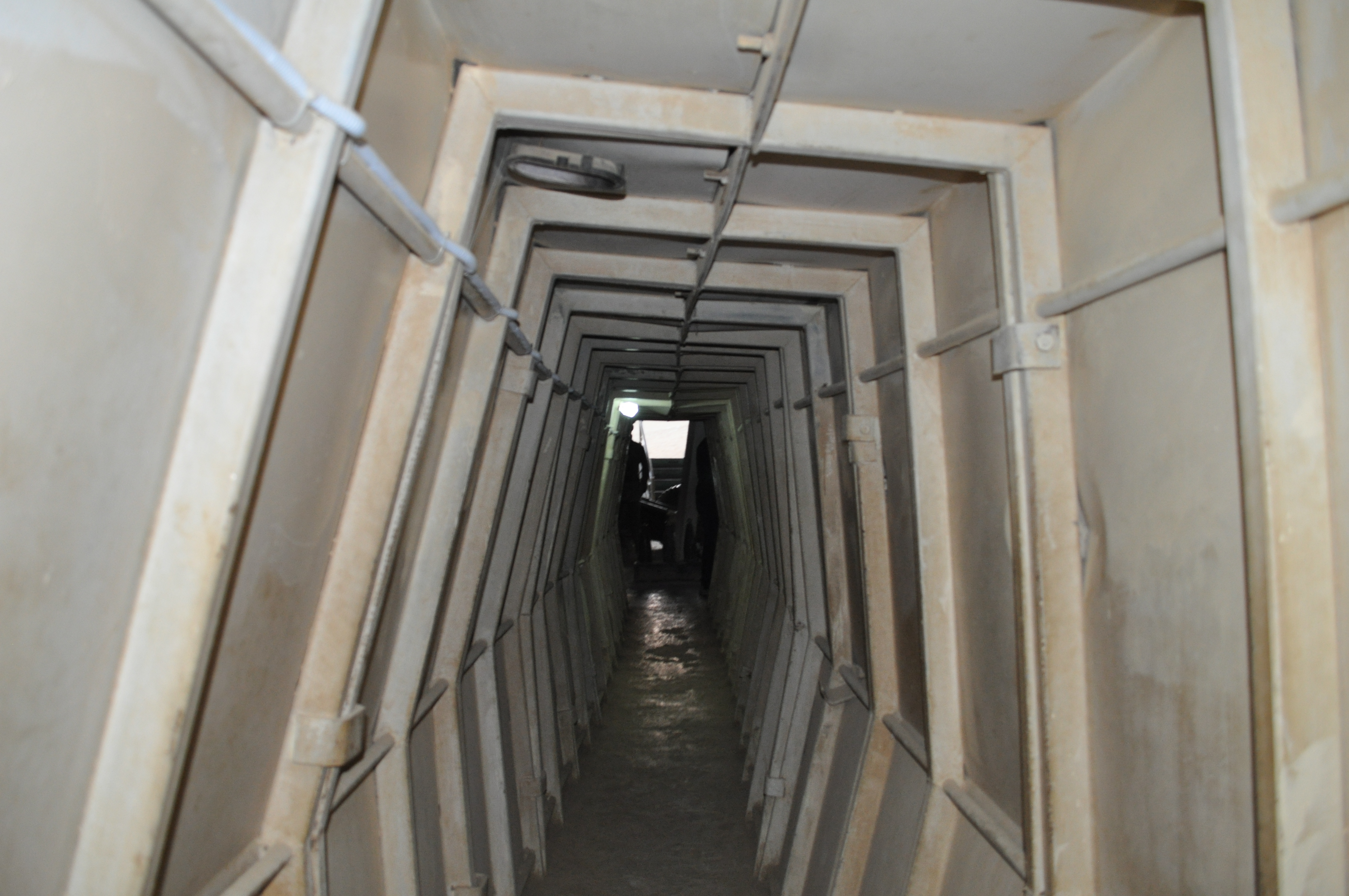
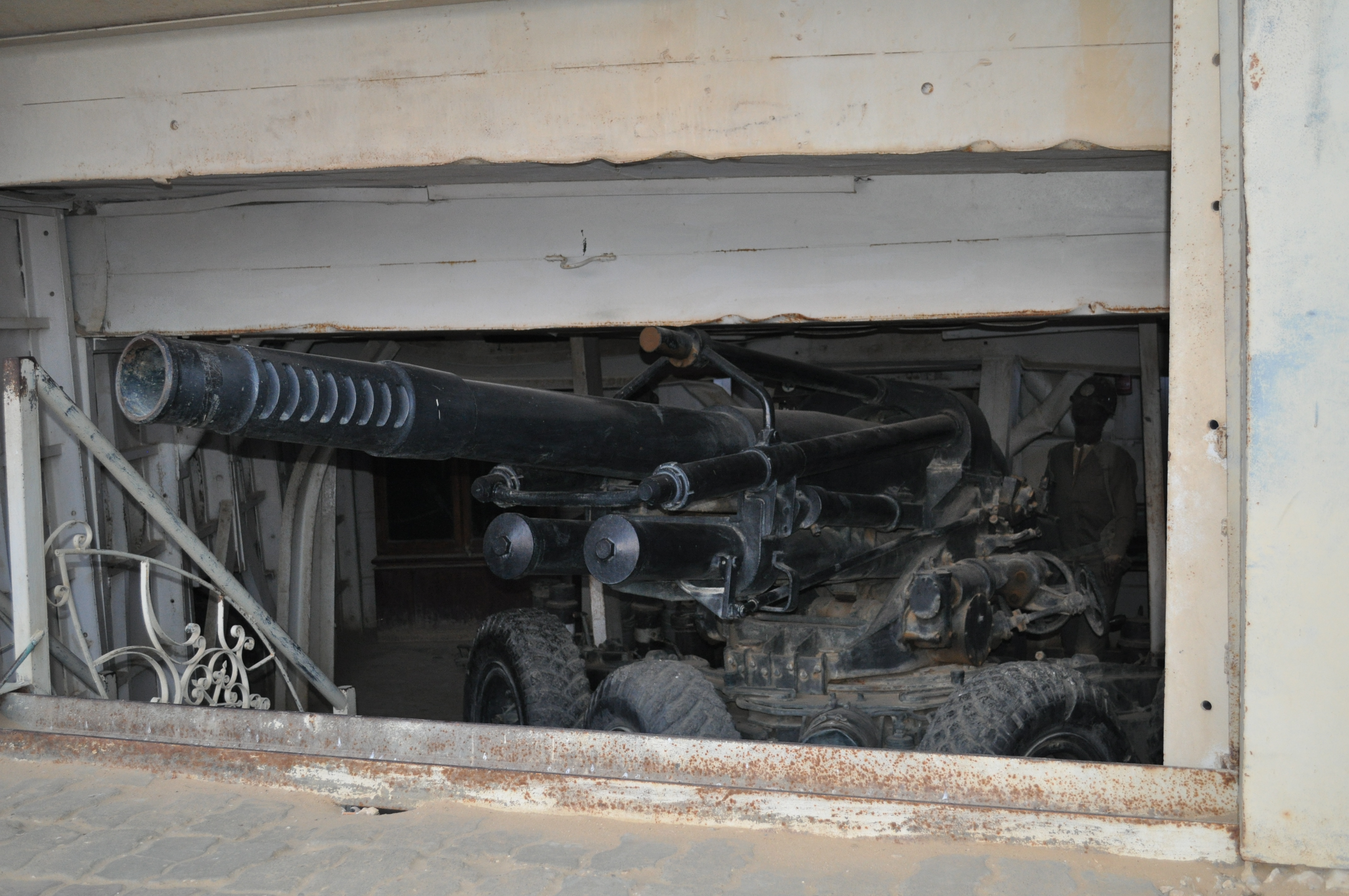
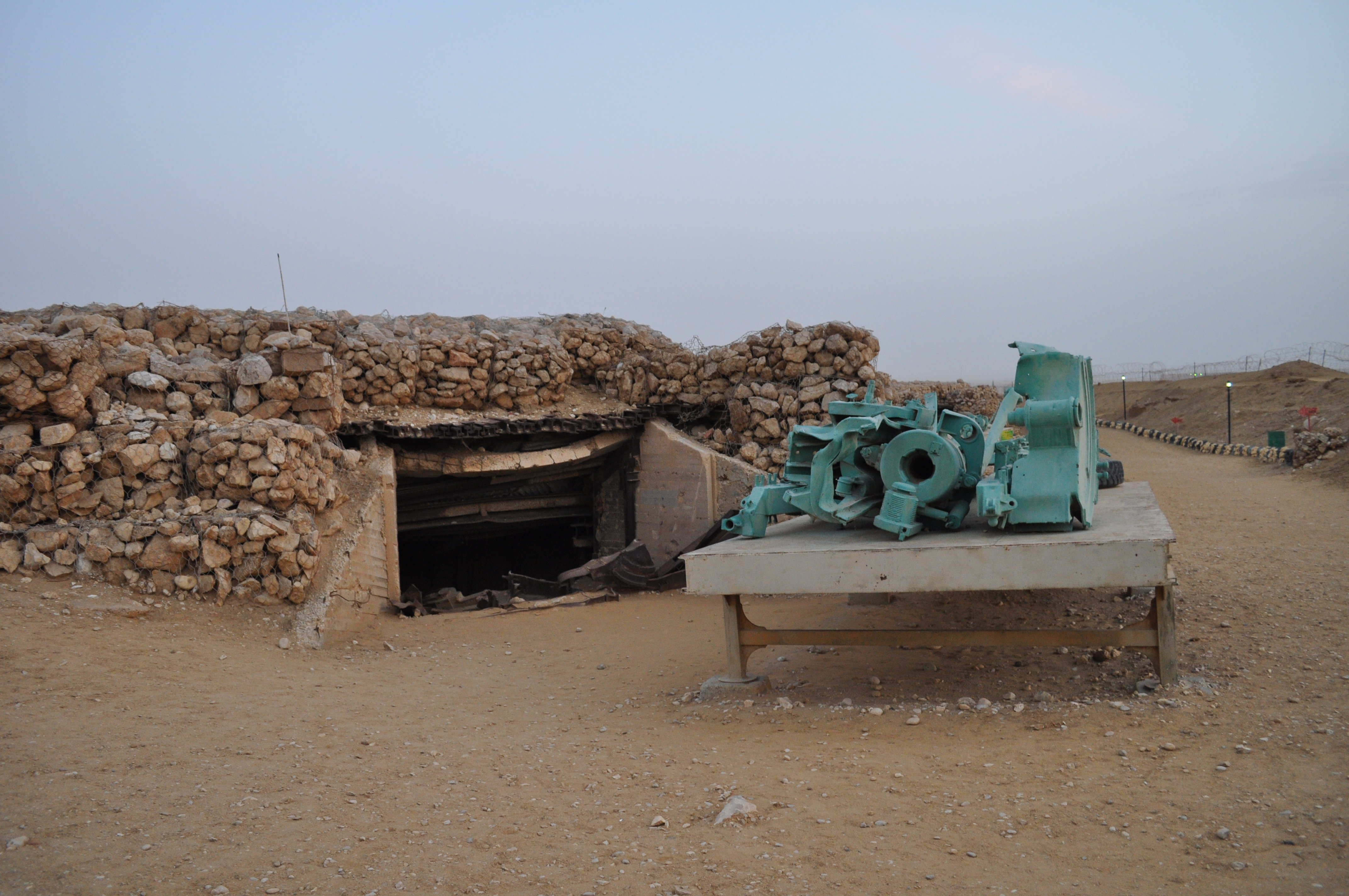
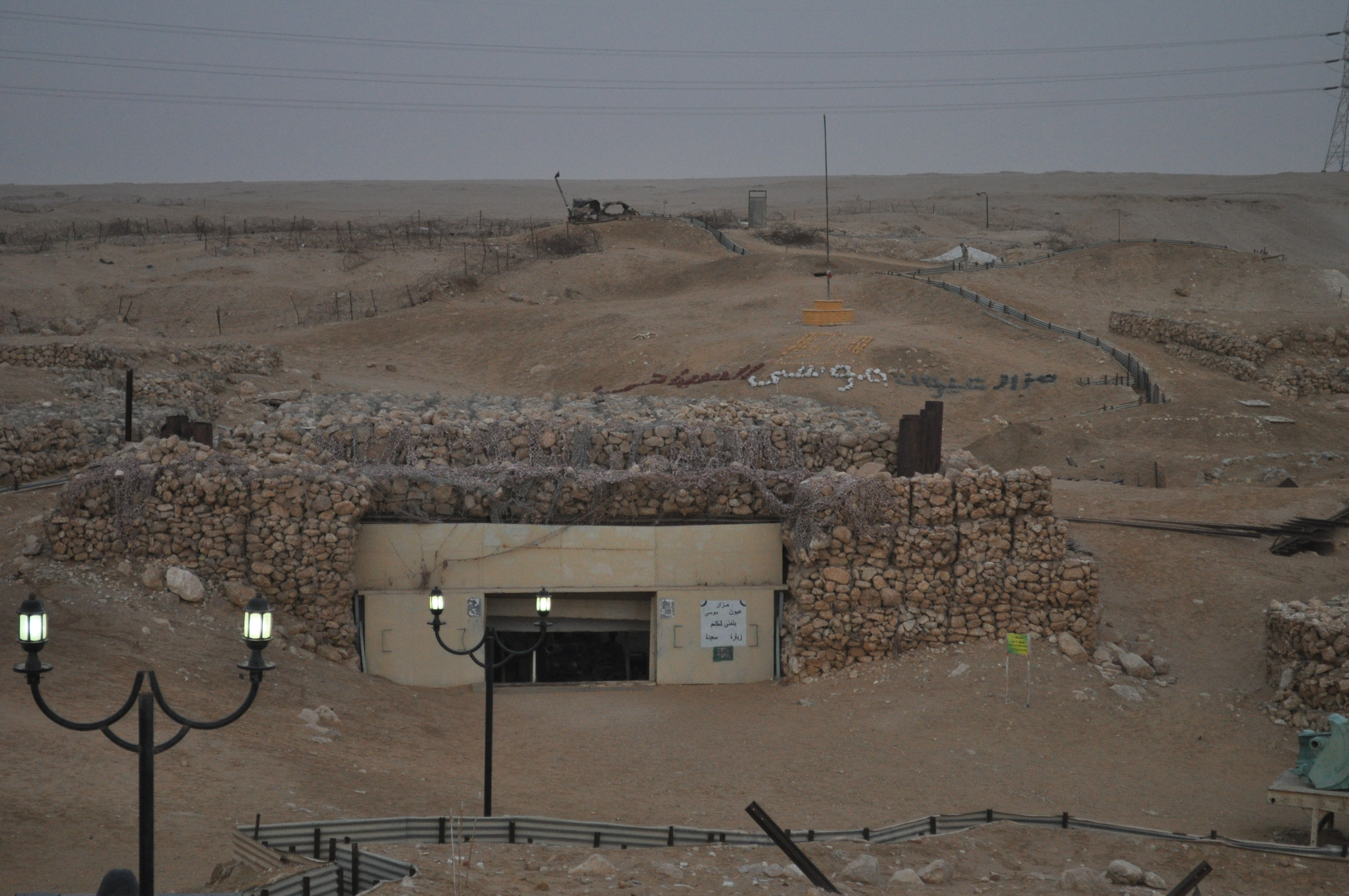
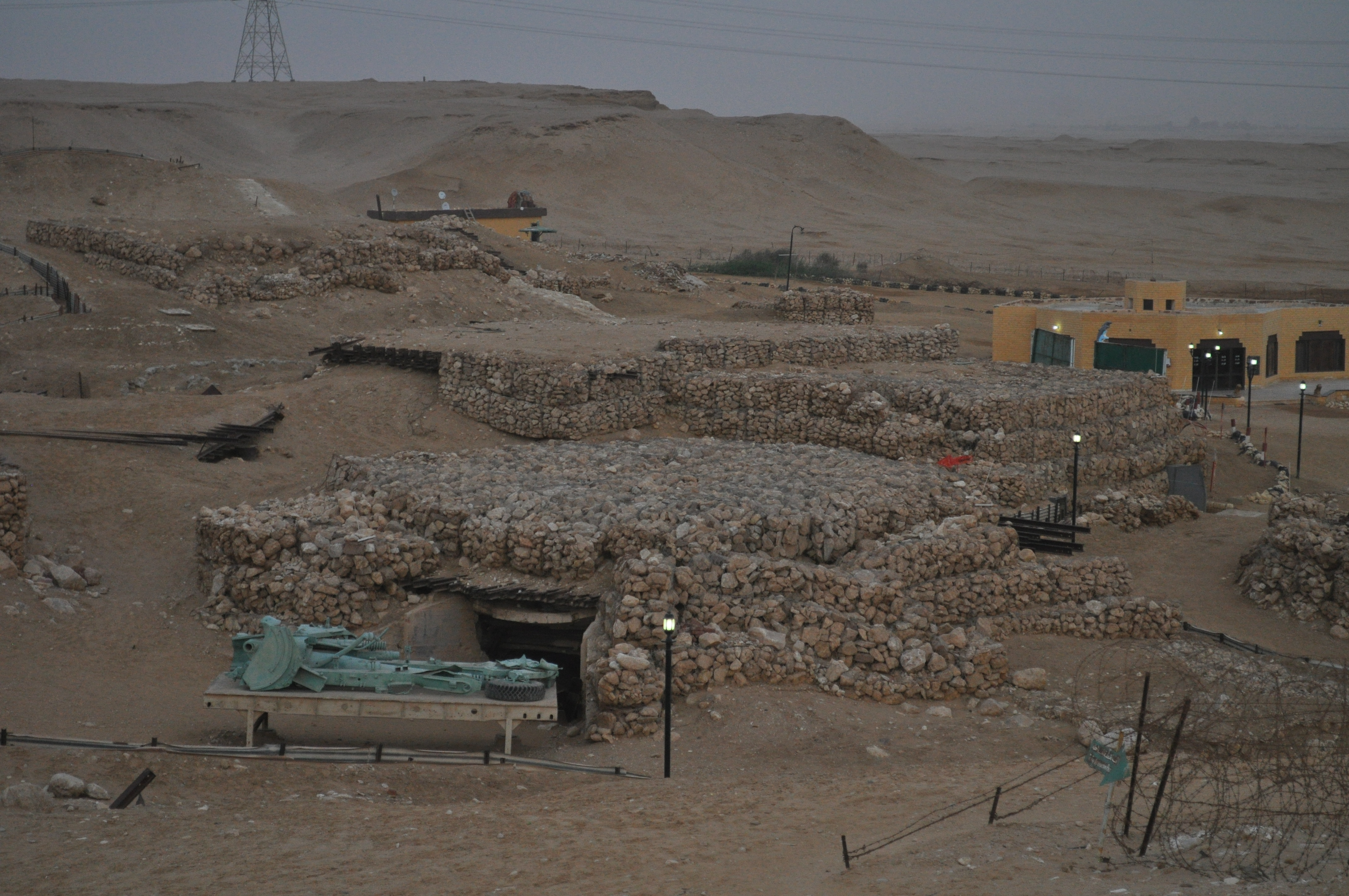
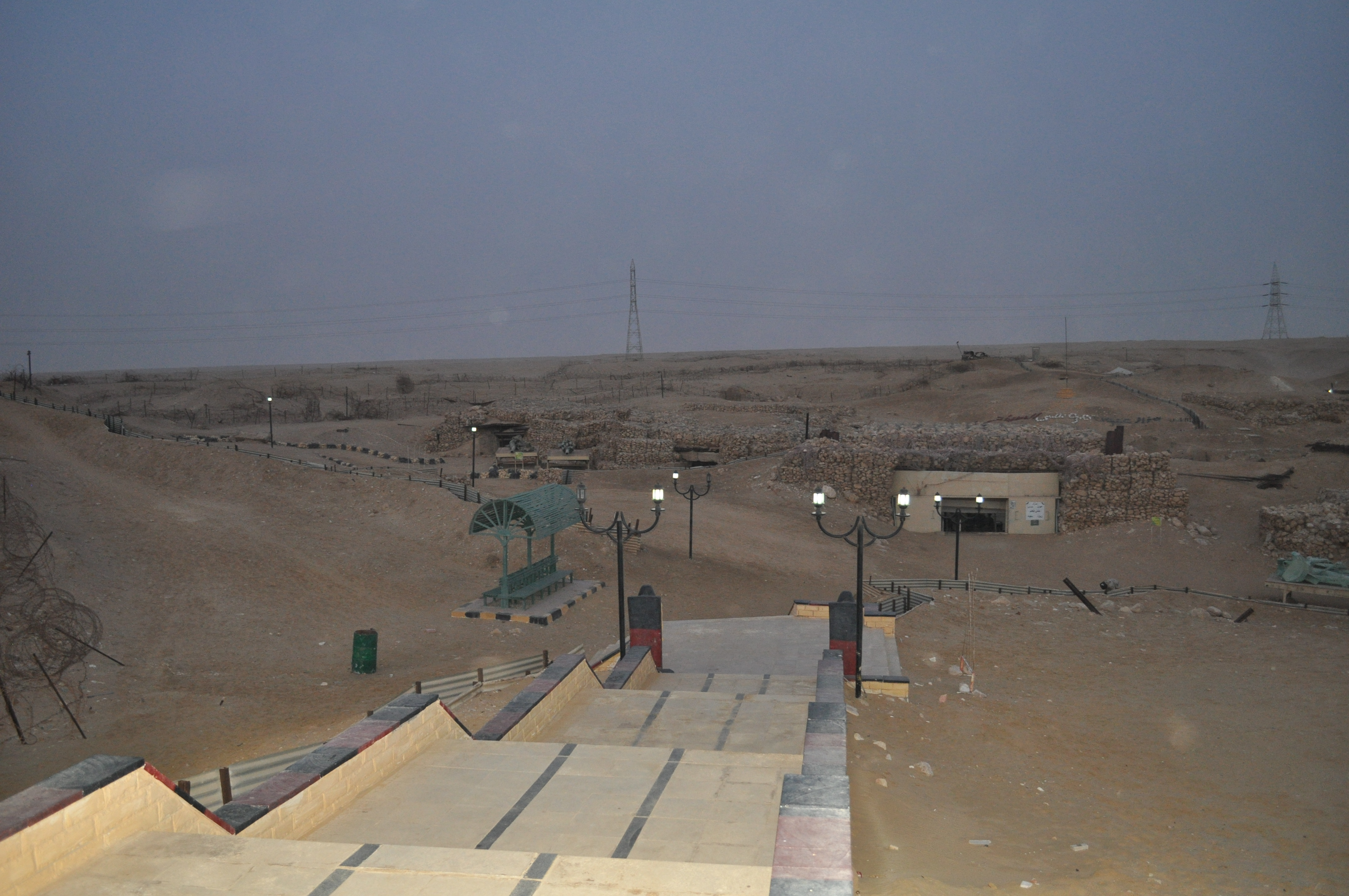
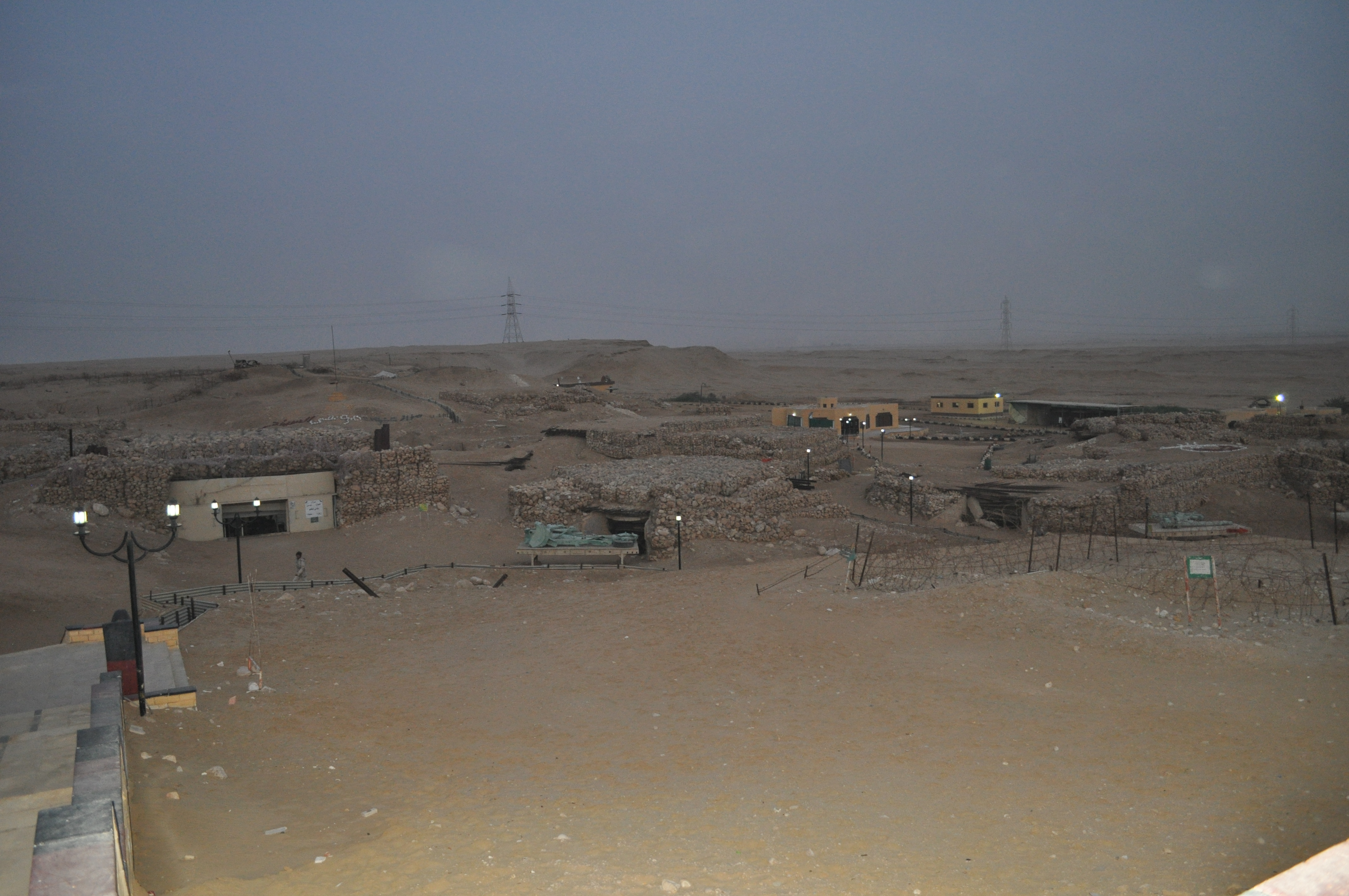
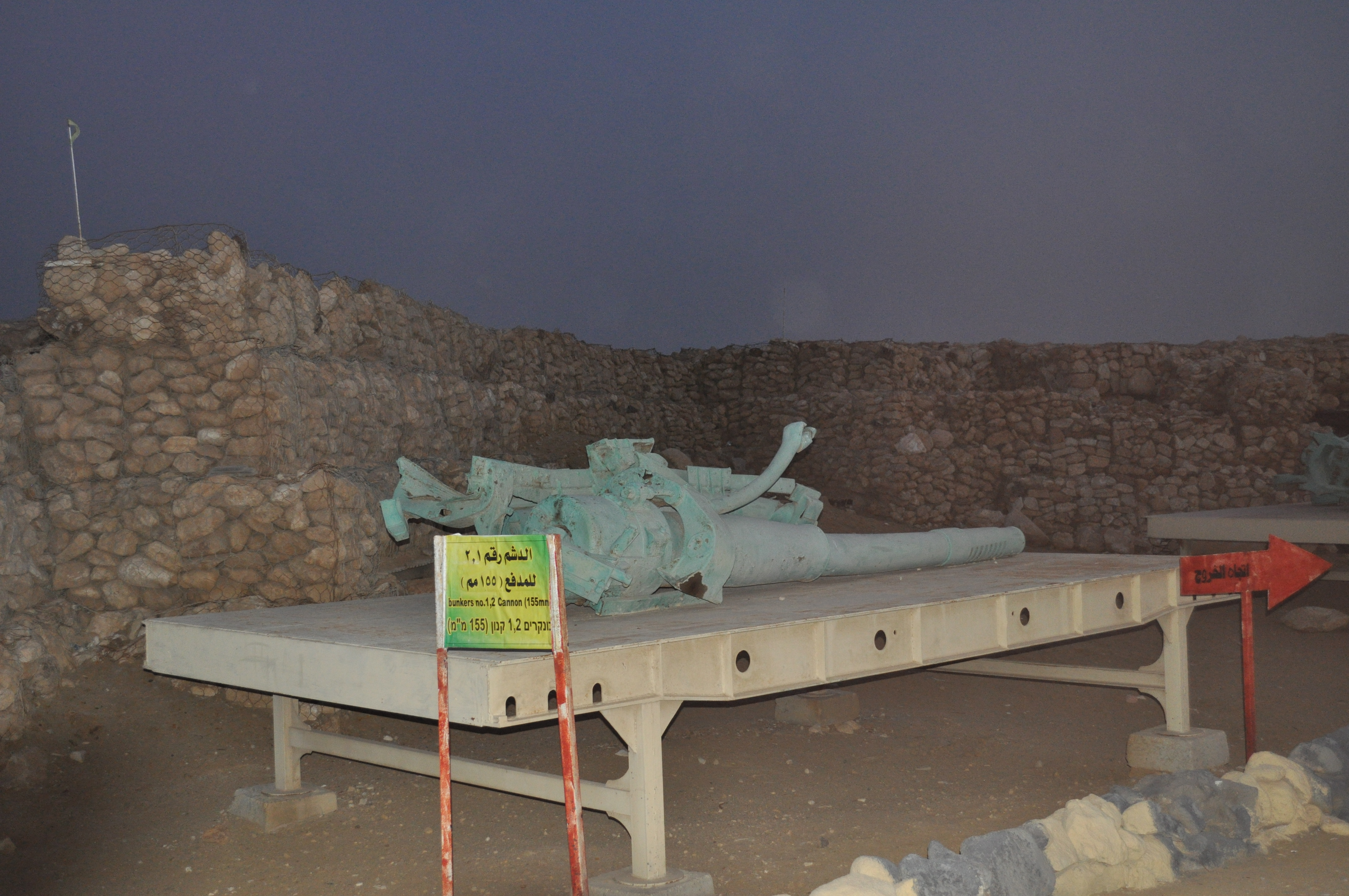
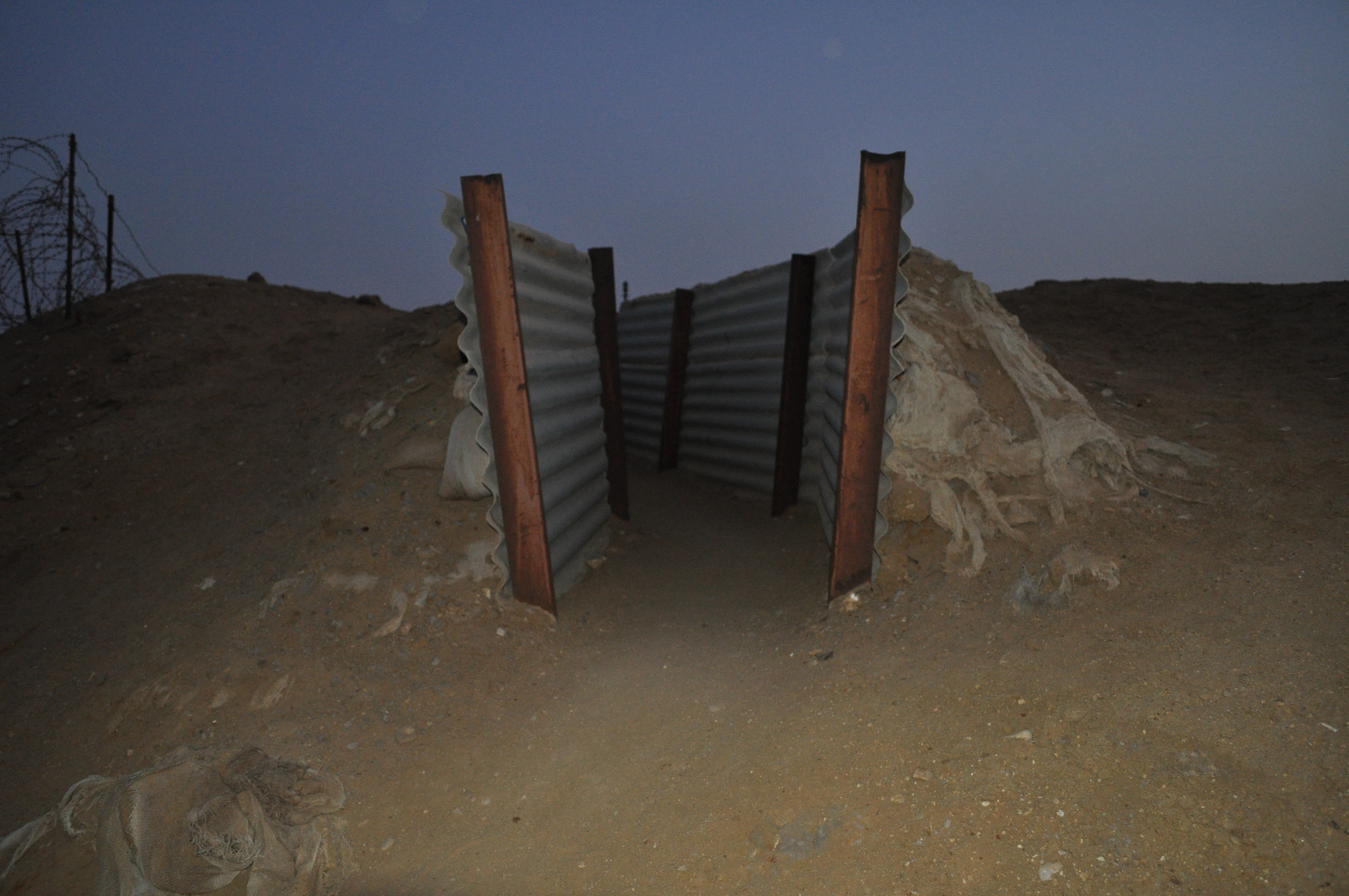
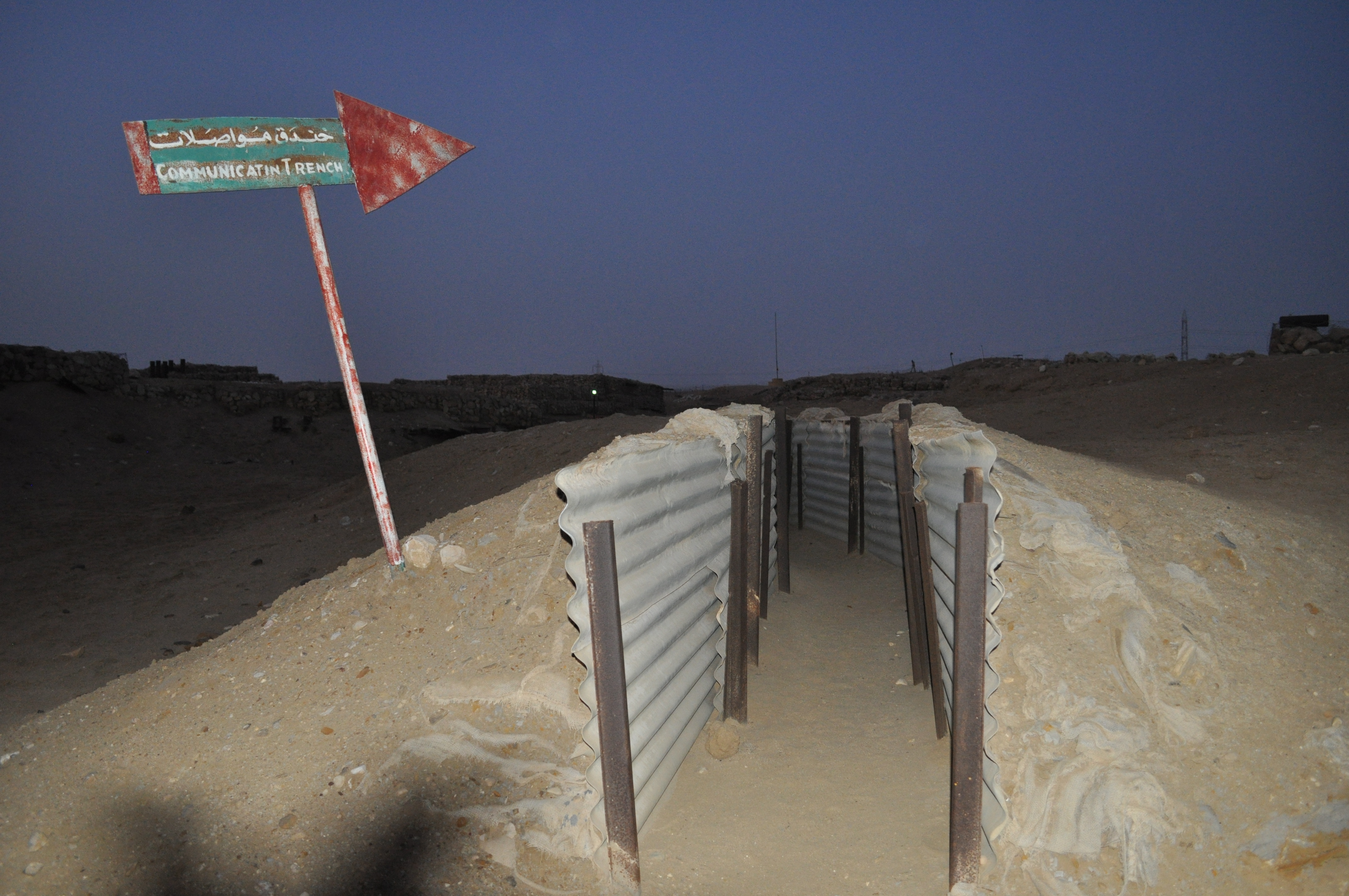
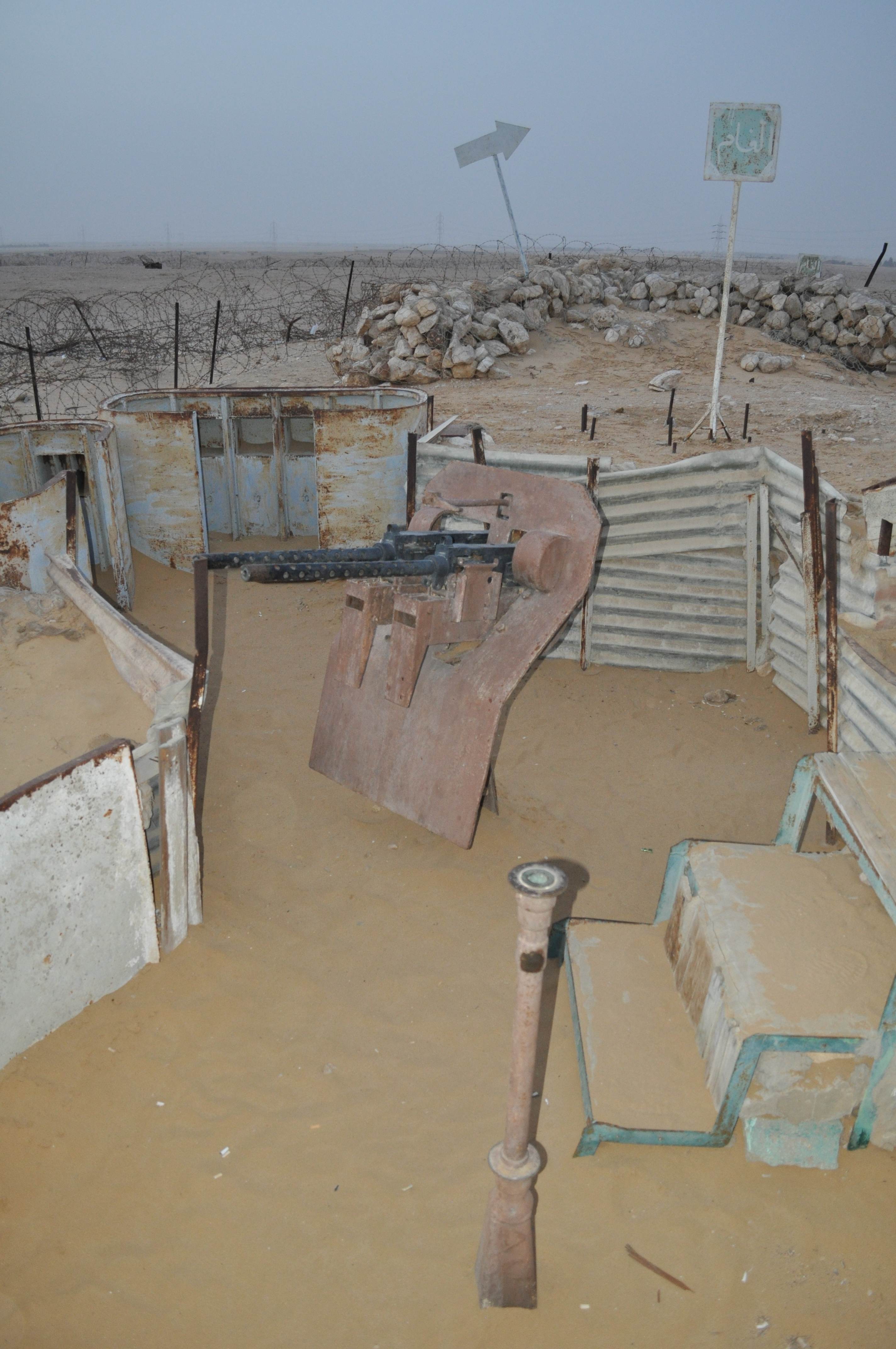